# チャールズ・バトラー (第7代オーモンド侯爵)
第7代オーモンド侯爵ジェームズ・ハバート・シオボルド・チャールズ・バトラー（英語: James Hubert Theobald Charles Butler, 7th Marquess of Ormonde,MBE、1899年4月19日 - 1997年10月25日）は、イギリスの貴族。

## 生涯
シオボルド・バトラー卿（Lord Theobald Butler、第2代オーモンド侯爵の四男）とアナベラ・ゴードン（Annabella Gordon、1943年5月6日没）との長男として生まれた。ヘイリーベリー＝インペリアル・サービス校及びサンドハースト王立陸軍士官学校に学んだ。国王ライフル連隊付中尉に任官したのち、第一次世界大戦に従軍した。1921年に大英帝国勲章を受勲した。1971年に従兄弟アーサーから爵位を継承した。
1997年にアメリカ合衆国イリノイ州シカゴにて98歳で死去、アイルランド共和国キルケニー県キルケニーに位置する一族のかつての居城キルケニー城に埋葬された。ジェームズには息子がいなかったため、オーモンド侯・男爵位はともに廃絶した。残るオーモンド伯爵位、オソリー伯爵位、サールス子爵位は休止となった。一連のアイルランド貴族爵位の後継者には第18代マウントギャレット子爵が推定されるが、その継承を証明できていない。

## 栄典
1971年に親族アーサー・バトラーの死去に伴って、以下の爵位を継承した。
- 第7代オーモンド侯爵(7th Marquess of Ormonde)
(1825年10月5日の勅許状によるアイルランド貴族爵位)
- 第25代オーモンド伯爵(25th Earl of Ormonde)
(1328年11月2日創設のアイルランド貴族爵位[5])
- 第19代オソリー伯爵（英語版）(19th Earl of Ossory)
(1527/8年2月28日創設のアイルランド貴族爵位[5])
- 第17代サールス子爵(17th Viscount Thurles)
(1535/6年1月6日創設のアイルランド貴族爵位[5])
- 第7代モンマス州スランソニーのオーモンド男爵(7th Baron Ormonde, of Llanthony in the County of Monmouth)
(1821年7月17日の勅許状による連合王国貴族爵位)

## 家族
1935年3月2日にナン・ギルピン（Nan Gilpin、1973年没）と結婚して、二人の娘をもうけた。
- 第1子（長女）コンスタンス・アン（1940年12月13日 - ）1965年にヘンリー・ソークアップと結婚、子あり。
- 第2子（次女）ヴァイオレット・シンシア・ライラ（1946年8月31日 - ）1971年にドナルド・ロブと結婚。

1976年にエリザベス・ラーデン（Elizabeth Rarden、1980年没）と再婚するも、夫妻に子はなかった。

### 註釈
1. ↑  マウントギャレット子爵（英語版）家は、リチャード・バトラー（英語版）を始祖とするアイルランド貴族で、リチャードは第8代オーモンド伯爵（英語版）の次男にあたる系統である[1]。